# Basingstoke Bison
Le Basingstoke Bison est un club de hockey sur glace de Basingstoke en Angleterre. Il évolue dans la National Ice Hockey League, deuxième division de hockey au Royaume-Uni. Il est fondé en 1988.

## Historique
Le club est créé en 1988 et évolue dans la British Hockey League. En 1996, le club rejoint l’Ice Hockey Superleague. Deux ans plus tard, il rejoint la British National League, deuxième division de hockey au Royaume-Uni. En 2003, il est promu en Elite Ice Hockey League puis en 2009, il est rétrogradé dans l'English Premier Ice Hockey League

## Palmarès
- Aucun titre.

## Ancien joueur
- Martin Filip, premier joueur tchèque à évoluer pour l'équipe.